# Kahrīzeh-ye Sheykhān
Kahrīzeh-ye Sheykhān (persiska: كَهريزِه شِيخان, کهریزه شیخان) är en ort i Iran.   Den ligger i provinsen Västazarbaijan, i den nordvästra delen av landet, 500 km väster om huvudstaden Teheran. Kahrīzeh-ye Sheykhān ligger 1 428 meter över havet och antalet invånare är 508.
Terrängen runt Kahrīzeh-ye Sheykhān är huvudsakligen kuperad, men åt nordost är den platt. Terrängen runt Kahrīzeh-ye Sheykhān sluttar österut. Runt Kahrīzeh-ye Sheykhān är det ganska tätbefolkat, med 60 invånare per kvadratkilometer. Närmaste större samhälle är Mahabad, 6,1 km söder om Kahrīzeh-ye Sheykhān. Runt Kahrīzeh-ye Sheykhān är det i huvudsak tätbebyggt.